# 勒马斯格罗
勒马斯格罗（法語：Le Massegros）是法国洛泽尔省的一个市镇，属于弗洛拉克区（Florac）和拉卡努尔格县（La Canourgue）。该市镇总面积17.94平方公里，2009年时的人口为349人。

## 人口
勒马斯格罗人口变化图示